# Neuborn (Bergisch Gladbach)
Neuborn ist ein Ortsteil im Stadtteil Lückerath von Bergisch Gladbach. 

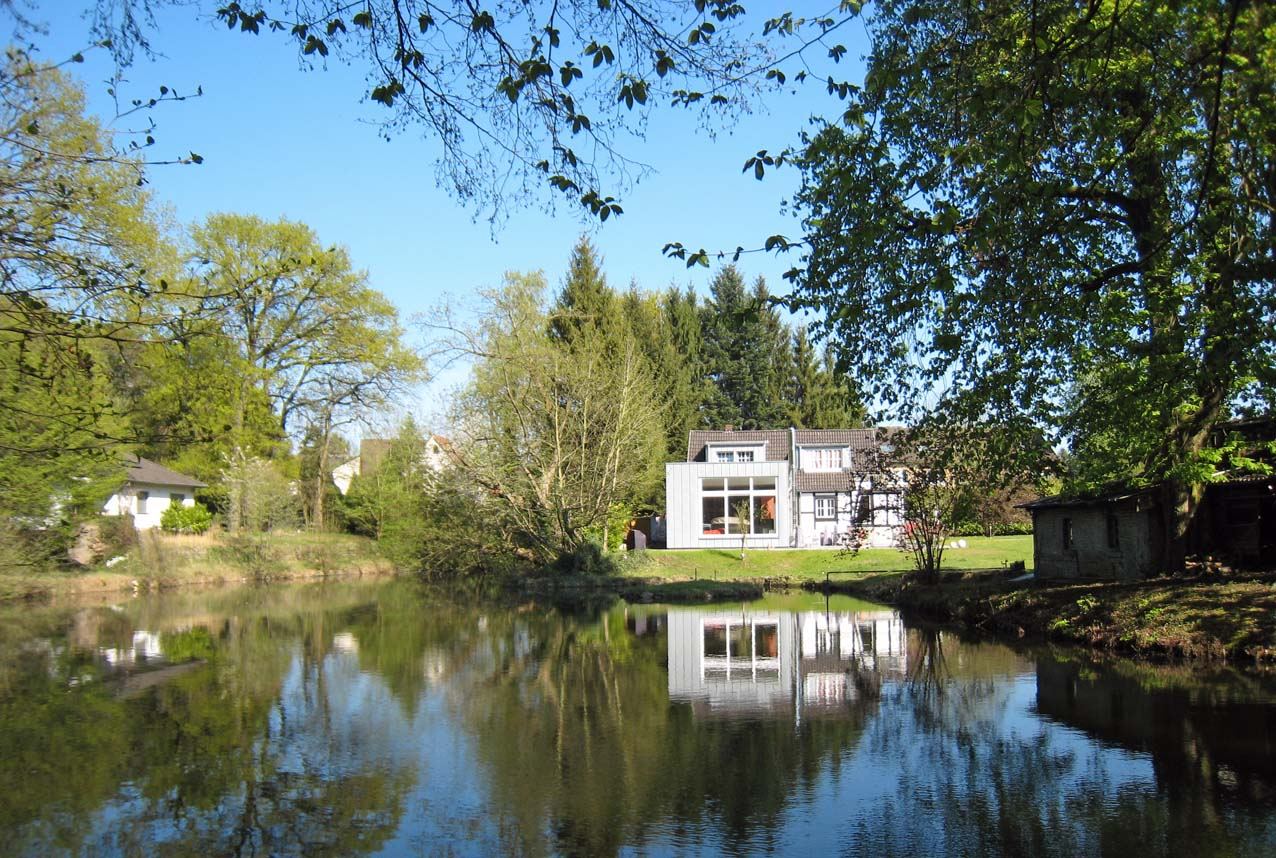
Ehemaliges Forsthaus und der Neuborner Weiher

## Geschichte
Der Name Neuborn nimmt Bezug auf einen kleinen Teich westlich des Lückerather Wegs. Hier befand sich in der Frühneuzeit vor 1650 eine Wasserburg mit quadratischem Grundriss auf einer kleinen Insel im Weiher. Frühester Besitzer war der Hofschultheiß des Lehnsgerichts Hundseifen und Oberst eines kaiserlichen Kürassier-Regiments Peter Melchior von Lutringhausen. Während des Dreißigjährigen Kriegs wurde das Gut Neuborn zeitweise von Hermann de Coxi bewohnt. Er war Burggraf im Alten Schloss Bensberg. Seit 1747 wurde die Wasserburg Neuborn vermutlich nicht mehr bewohnt, da der neue Besitzer nahe der Burgruine einen neuen Fachwerkhof errichtete. Von hier aus bewirtschaftete er den umgebenden Grundbesitz von 61 Morgen Land.
Nachdem 1853 auf der inzwischen landwirtschaftlich wenig genutzten Heidefläche die Bensberg-Gladbacher Zinkhütte entstanden war, musste der Ackerbau wegen der Verseuchung des Bodens alsbald gänzlich eingestellt werden. Nach einem Prozess wurde 1873 das gesamte Gut vom Betreiber der Zinkhütte aufgekauft.